# USS John C. Stennis
USS John C. Stennis (CVN-74) là chiếc hàng không mẫu hạm thứ 7 trong lớp Nimitz chạy bằng năng lượng nguyên tử của Hải quân Hoa Kỳ, đặt tên theo Thượng nghị sĩ John C. Stennis của tiểu bang Mississippi. Tàu được đưa vào hoạt động vào 9 tháng 12 năm 1995. Cảng nhà của tàu này là Bremerton, Washington.

## Nhiệm vụ và khả năng
Nhiệm vụ của Stennis và Không đoàn (CVW-9) là để tiến hành duy trì hoạt động không chiến triển khai trên toàn cầu. Không đoàn gồm 8-9 phi đội. Kèm theo là những chiếc máy bay Hải quân và Thủy quân lục chiến F/A-18 Hornet, EA-6B Prowler, MH-60R, MH-60S, và E-2C Hawkeye.
Không đoàn có thể tham gia truy đuổi máy bay địch, tàu ngầm, và mục tiêu mặt đất, hoặc đặt mìn hàng trăm dặm từ tàu. Máy bay của Stennis được sử dụng để tiến hành tấn công, hỗ trợ mặt đất, bảo vệ hoặc vận chuyển Nhóm tác chiến hoặc hàng hóa thân thiện khác, và thực hiện phong tỏa đường biển hoặc đường hàng không. Không đoàn cung cấp sự hiện diện rõ ràng để chứng minh sức mạnh của Mỹ và giải quyết khủng hoảng. Con tàu thường hoạt động như trung tâm của một đoàn tàu chiến chỉ huy bởi một sĩ quan thủ lĩnh trên tàu Stennis và bao gồm 4-6 tàu khác.
Hai lò phản ứng hạt nhân của Stennis giúp tàu hoạt động với phạm vi và thời gian không giới hạn với tốc độ đỉnh vượt quá 30 hải lý / giờ (56 km/h, 34,5 mph). Bốn máy phóng và hệ thống bắt giữ máy bay lo việc phóng và tiếp nhận các máy bay nhanh chóng và kịp thời. Con tàu mang khoảng ba triệu gallon (11.000 m³) nhiên liệu cho máy bay của mình và các tàu hộ tống, và đủ loại vũ khí và đồ dự trự cho các hoạt động mở rộng mà không cần tiếp tế. Stennis cũng có khả năng tự sửa chữa, bao gồm một Trung tâm bảo trì máy bay, một khu sửa chữa thiết bị điện tử vi mô thu nhỏ, một khu sửa chữa tàu biển.
Đối với việc tự vệ, ngoài Không đoàn của mình và các tàu đi kèm, Stennis có các hệ thống tên lửa đất-đối-không của NATO RIM-7 Sea Sparrow và RIM-116 Rolling Airframe Missile, các hệ thống vũ khí phòng thủ tên lửa hành trình Phalanx CIWS và hệ thống chiến tranh điện tử SLQ-32.